# Championnat de la Martinique de football 2011-2012
Navigation
Saison précédente Saison suivante
La saison 2011-2012 du Championnat de la Martinique de football est la quatre-vingt-treizième édition de la première division en Martinique, nommée Régionale 1. Les quatorze formations de l'élite sont réunies au sein d'une poule unique où elles s'affrontent deux fois au cours de la saison. Les trois derniers du classement sont relégués et remplacés par les trois meilleurs clubs de Régionale 2 à l'issue de la saison.
C'est le Racing Club de Rivière-Pilote qui est sacré cette saison après avoir terminé en tête du classement final, avec quatre points d'avance sur le Club franciscain et onze sur le Golden Star de Fort-de-France et le tenant du titre, le Club Colonial de Fort-de-France. Il s’agit du cinquième titre de champion de Martinique de l'histoire du club.

## Qualifications régionales
Les quatre premiers du championnat se qualifient pour la Ligue Antilles 2013.

## Les clubs participants
- Club franciscain
- Club sportif Case-Pilote
- Emulation Schoelcher
- Union sportive du Robert
- Club Colonial de Fort-de-France
- Racing Club de Rivière-Pilote
- Aiglon du Lamentin
- L'Essor-Préchotain
- Golden Star de Fort-de-France
- US Diamantinoise - Promu de Régionale 2
- Golden Lion de Saint-Joseph
- Étoile Basse-Pointe
- US Marinoise - Promu de Régionale 2
- La Gauloise de La Trinité - Promu de Régionale 2

## Compétition
Le barème de points servant à établir le classement se décompose ainsi :
- Victoire : 4 points
- Match nul : 2 points
- Défaite : 1 point

### Classement
| Rang | Équipe                           | Pts | J  | G  | N  | P  | Bp | Bc | Diff |
| ---- | -------------------------------- | --- | -- | -- | -- | -- | -- | -- | ---- |
| 1    | Racing Club de Rivière-Pilote    | 82  | 26 | 17 | 5  | 4  | 59 | 19 | +40  |
| 2    | Club franciscainC                | 78  | 26 | 14 | 10 | 2  | 47 | 31 | +16  |
| 3    | Golden Star de Fort-de-France    | 71  | 26 | 12 | 9  | 5  | 43 | 23 | +20  |
| 4    | Club Colonial de Fort-de-FranceT | 71  | 26 | 12 | 9  | 5  | 38 | 25 | +13  |
| 5    | Aiglon du Lamentin               | 66  | 26 | 11 | 7  | 8  | 41 | 37 | +4   |
| 6    | L'Essor-Préchotain               | 64  | 26 | 9  | 11 | 6  | 48 | 36 | +12  |
| 7    | Golden Lion de Saint-Joseph      | 64  | 26 | 9  | 11 | 6  | 30 | 24 | +6   |
| 8    | US MarinoiseP                    | 62  | 26 | 9  | 9  | 8  | 27 | 28 | -1   |
| 9    | Union sportive du Robert         | 56  | 26 | 8  | 6  | 12 | 34 | 46 | -12  |
| 10   | US DiamantinoiseP                | 54  | 26 | 7  | 7  | 12 | 29 | 33 | -4   |
| 11   | Étoile Basse-Pointe -1           | 54  | 26 | 8  | 5  | 13 | 26 | 34 | -8   |
| 12   | La Gauloise de La TrinitéP       | 46  | 26 | 3  | 11 | 12 | 21 | 46 | -25  |
| 13   | Club sportif Case-Pilote         | 45  | 26 | 5  | 4  | 17 | 24 | 51 | -27  |
| 14   | Emulation Schoelcher             | 39  | 26 | 1  | 10 | 15 | 20 | 54 | -34  |

|  | Qualification pour la Ligue Antilles 2013                                               |
|  | Relégation en deuxième division                                                         |
|  | T : Tenant du titre C : Vainqueur de la Coupe de la Martinique P : Promu de Régionale 2 |

## Bilan de la saison
| Championnat de la Martinique de football 2011-2012 |                                          |
| Champion                                           | Racing Club de Rivière-Pilote (5e titre) |
| Coupes et trophées                                 |                                          |
| Vainqueur de la Coupe de la Martinique 2011-2012   | Club franciscain                         |
| Qualifications continentales                       |                                          |
| Ligue Antilles 2013                                | Racing Club de Rivière-Pilote            |
| Ligue Antilles 2013                                | Club franciscain                         |
| Ligue Antilles 2013                                | Golden Star de Fort-de-France            |
| Ligue Antilles 2013                                | Club Colonial de Fort-de-France          |
| Promotions et relégations                          |                                          |
| Promus en Régionale 1                              | Good Luck de Fort-de-France              |
| Promus en Régionale 1                              | Assaut de Saint-Pierre                   |
| Promus en Régionale 1                              | CS Bélimois                              |
| Relégués en Régionale 2                            | La Gauloise de La Trinité                |
| Relégués en Régionale 2                            | Club sportif Case-Pilote                 |
| Relégués en Régionale 2                            | Emulation Schoelcher                     |